# Pseudoilbia
Pseudoilbia is een geslacht van weekdieren uit de klasse van de Gastropoda (slakken).

## Soorten
- Pseudoilbia avellana (Schmekel & Cappellato, 2001)
- Pseudoilbia lineata M. C. Miller & Rudman, 1968